# Mile Jedinak
Michael John Jedinak, detto Mile (Sydney, 3 agosto 1984), è un allenatore di calcio ed ex calciatore australiano, di ruolo centrocampista.

## Biografia
Jedinak è sposato dal 2010 con la modella australiana Natalie Peacock, la coppia ha 3 figli. Ha origini croate.

## Caratteristiche tecniche
Interno di centrocampo, può giocare anche come mediano. È un giocatore aggressivo nel pressing, disciplinato dal punto di vista tattico e bravo in fase difensiva. Dispone di buona forza fisica (qualità che lo aiuta nel gioco aereo) e personalità oltre a essere un ottimo rigorista.

## Carriera

### Club
È cresciuto nel Sydney United, dove debutta a 17 anni. Nel 2004 ha una fugace esperienza nelle file dei croati del Varteks Varazdin, dove non verrà mai impiegato in campionato, ritornando perciò al Sydney United e rimanendovi sino al 2006, quando si trasferisce al Central Coast Mariners. Dal 2009 approda nel campionato turco, prima nel Genclerbirligi e poi in prestito nell'Antalyaspor.
Il 18 luglio 2011 firma un contratto triennale con il Crystal Palace. Al Palace alla fine milita per cinque stagioni, in cui diventa un idolo dei tifosi oltre che capitano della squadra nel frattempo.
Nell'agosto 2016 lascia il club londinese passando all'Aston Villa e con il suo addio Scott Dann diventa il nuovo capitano del Crystal Palace.

### Nazionale
Ha totalizzato 9 presenze nella Nazionale australiana Under-20.
Dal 2008 è nel giro della nazionale maggiore ed è stato selezionato tra i 23 convocati ai Mondiali di Sudafrica 2010, dove scende in campo in occasione della sconfitta 0-4 contro la Germania. Convocato per la Coppa d'Asia 2011 in Qatar segna il gol del definitivo 1-0 nell'ultima partita del girone contro il Bahrein dopo quello dell'1-1 nella seconda partita contro la Corea del Sud. Il 15 novembre 2017 ha segnato una tripletta nel match di ritorno degli spareggi interzona vinta 3-1 contro Honduras, partita che ha permesso all'Australia di qualificarsi al campionato mondiale di calcio 2018.
Viene poi convocato per i Mondiali 2018 in cui è capitano della squadra; nella prima partita segna il calcio di rigore del provvisorio 1-1 nella sfida persa per 2-1 contro la Francia seppur in maniera rocambolesca. Segna anche nella sfida successiva (sempre su rigore) il gol del definitivo 1-1 contro la Danimarca.
Il 1º ottobre 2018 ha annunciato il suo ritiro dalla Nazionale australiana, con cui in 10 anni ha totalizzato 79 presenze e 20 goal, 3 mondiali e 2 coppe d'Asia disputate.

## Carriera da allenatore
Nel marzo 2020, Jedinak è stato nominato per un ruolo di allenatore con l'accademia dell'Aston Villa. Il 30 marzo 2021, è stato nominato allenatore dello sviluppo dei prestiti all'Aston Villa.
È stato annunciato come assistente del connazionale Ange Postecoglou in seguito alla sua nomina al Tottenham Hotspur nel giugno 2023.

## Vita privata
Jedinak è sposato con Natalie Peacock e hanno quattro figli (maschi).
Oltre al nome "Mile", un ipocorismo del suo nome di battesimo, Michael, è anche conosciuto colloquialmente come "Jedi", abbreviato da "Jedinak". A causa della somiglianza di quel nome con il gruppo di personaggi di Star Wars noti come Jedi, gli viene spesso detto "Che la forza sia con te" e di "Usare la forza".

## Statistiche

### Presenze e reti nei club
Statistiche aggiornate al 3 agosto 2019.
| Stagione              | Squadra               | Campionato            | Campionato | Campionato | Coppe nazionali | Coppe nazionali | Coppe nazionali | Coppe continentali | Coppe continentali | Coppe continentali | Altre coppe | Altre coppe | Altre coppe | Totale | Totale |
| Stagione              | Squadra               | Comp                  | Pres       | Reti       | Comp            | Pres            | Reti            | Comp               | Pres               | Reti               | Comp        | Pres        | Reti        | Pres   | Reti   |
| --------------------- | --------------------- | --------------------- | ---------- | ---------- | --------------- | --------------- | --------------- | ------------------ | ------------------ | ------------------ | ----------- | ----------- | ----------- | ------ | ------ |
| 2000-2001             | Sydney United         | NSL                   | 3          | 0          | -               | -               | -               | -                  | -                  | -                  | -           | -           | -           | 3      | 0      |
| 2001-2002             | Sydney United         | NSL                   | 7          | 1          | -               | -               | -               | -                  | -                  | -                  | -           | -           | -           | 7      | 1      |
| 2002-2003             | Sydney United         | NSL                   | 18         | 2          | -               | -               | -               | -                  | -                  | -                  | -           | -           | -           | 18     | 2      |
| 2003-2004             | Varaždin              | 1.HNL                 | 0          | 0          | CC              | 0               | 0               | CU                 | 1                  | 0                  | -           | -           | -           | 1      | 0      |
| 2004-2005             | Sydney United         | NWSPL                 | 24         | 3          | -               | -               | -               | -                  | -                  | -                  | -           | -           | -           | 24     | 3      |
| 2006                  | Sydney United         | NWSPL                 | 30         | 6          | -               | -               | -               | -                  | -                  | -                  | -           | -           | -           | 30     | 6      |
| Totale Sydney United  | Totale Sydney United  | Totale Sydney United  | 82         | 12         |                 | -               | -               |                    | -                  | -                  |             | -           | -           | 82     | 12     |
| 2006-2007             | C.C. Mariners         | AL                    | 8          | 0          | -               | -               | -               | -                  | -                  | -                  | -           | -           | -           | 8      | 0      |
| 2007-2008             | C.C. Mariners         | AL                    | 22         | 2          | -               | -               | -               | -                  | -                  | -                  | -           | -           | -           | 22     | 2      |
| 2008-gen. 2009        | C.C. Mariners         | AL                    | 15         | 6          | -               | -               | -               | -                  | -                  | -                  | -           | -           | -           | 15     | 6      |
| Totale C.C. Mariners  | Totale C.C. Mariners  | Totale C.C. Mariners  | 45         | 8          |                 | -               | -               |                    | -                  | -                  |             | -           | -           | 45     | 8      |
| gen.-giu. 2009        | Gençlerbirliği        | SL                    | 15         | 1          | TK              | 0               | 0               | -                  | -                  | -                  | -           | -           | -           | 15     | 1      |
| ago. 2009             | Gençlerbirliği        | SL                    | 2          | 0          | TK              | 0               | 0               | -                  | -                  | -                  | -           | -           | -           | 2      | 0      |
| 2009-2010             | Antalyaspor           | SL                    | 28         | 5          | TK              | 8               | 2               | -                  | -                  | -                  | -           | -           | -           | 36     | 7      |
| 2010-2011             | Gençlerbirliği        | SL                    | 21         | 3          | TK              | 5               | 2               | -                  | -                  | -                  | -           | -           | -           | 26     | 5      |
| Totale Gençlerbirliği | Totale Gençlerbirliği | Totale Gençlerbirliği | 38         | 4          |                 | 5               | 2               |                    | -                  | -                  |             | -           | -           | 43     | 6      |
| 2011-2012             | Crystal Palace        | FLC                   | 31         | 1          | FACup+CdL       | 0+4             | 0               | -                  | -                  | -                  | -           | -           | -           | 35     | 1      |
| 2012-2013             | Crystal Palace        | FLC                   | 41+3       | 3+0        | FACup+CdL       | 2+0             | 0               | -                  | -                  | -                  | -           | -           | -           | 46     | 3      |
| 2013-2014             | Crystal Palace        | PL                    | 38         | 1          | FACup+CdL       | 0               | 0               | -                  | -                  | -                  | -           | -           | -           | 38     | 1      |
| 2014-2015             | Crystal Palace        | PL                    | 24         | 5          | FACup+CdL       | 0               | 0               | -                  | -                  | -                  | -           | -           | -           | 24     | 5      |
| 2015-2016             | Crystal Palace        | PL                    | 27         | 0          | FACup+CdL       | 6+2             | 0               | -                  | -                  | -                  | -           | -           | -           | 35     | 0      |
| ago. 2016             | Crystal Palace        | PL                    | 1          | 0          | FACup+CdL       | 0               | 0               | -                  | -                  | -                  | -           | -           | -           | 1      | 0      |
| Totale Crystal Palace | Totale Crystal Palace | Totale Crystal Palace | 162+3      | 10+0       |                 | 14              | 0               |                    | -                  | -                  |             | -           | -           | 179    | 10     |
| 2016-2017             | Aston Villa           | FLC                   | 33         | 0          | FACup+CdL       | 1+0             | 0               | -                  | -                  | -                  | -           | -           | -           | 34     | 0      |
| 2017-2018             | Aston Villa           | FLC                   | 25+3       | 1+1        | FACup+CdL       | 0               | 0               | -                  | -                  | -                  | -           | -           | -           | 28     | 2      |
| 2018-2019             | Aston Villa           | FLC                   | 17+1       | 0          | FACup+CdL       | 0               | 0               | -                  | -                  | -                  | -           | -           | -           | 18     | 0      |
| Totale Aston Villa    | Totale Aston Villa    | Totale Aston Villa    | 75+4       | 1+1        |                 | 1               | 0               |                    | -                  | -                  |             | -           | -           | 80     | 2      |
| Totale carriera       | Totale carriera       | Totale carriera       | 437        | 41         |                 | 28              | 4               |                    | 1                  | 0                  |             | -           | -           | 466    | 45     |

### Cronologia presenze e reti in nazionale
| Cronologia completa delle presenze e delle reti in nazionale ― Australia | Cronologia completa delle presenze e delle reti in nazionale ― Australia | Cronologia completa delle presenze e delle reti in nazionale ― Australia | Cronologia completa delle presenze e delle reti in nazionale ― Australia | Cronologia completa delle presenze e delle reti in nazionale ― Australia | Cronologia completa delle presenze e delle reti in nazionale ― Australia | Cronologia completa delle presenze e delle reti in nazionale ― Australia | Cronologia completa delle presenze e delle reti in nazionale ― Australia |
| Data                                                                     | Città                                                                    | In casa                                                                  | Risultato                                                                | Ospiti                                                                   | Competizione                                                             | Reti                                                                     | Note                                                                     |
| ------------------------------------------------------------------------ | ------------------------------------------------------------------------ | ------------------------------------------------------------------------ | ------------------------------------------------------------------------ | ------------------------------------------------------------------------ | ------------------------------------------------------------------------ | ------------------------------------------------------------------------ | ------------------------------------------------------------------------ |
| 22-3-2008                                                                | Kallang                                                                  | Singapore                                                                | 0 – 0                                                                    | Australia                                                                | Amichevole                                                               | -                                                                        |                                                                          |
| 23-5-2008                                                                | Sydney                                                                   | Australia                                                                | 1 – 0                                                                    | Ghana                                                                    | Amichevole                                                               | -                                                                        |                                                                          |
| 22-6-2008                                                                | Sydney                                                                   | Australia                                                                | 0 – 1                                                                    | Cina                                                                     | Qual. Mondiali 2010                                                      | -                                                                        | 79’                                                                      |
| 1-4-2009                                                                 | Sydney                                                                   | Australia                                                                | 2 – 0                                                                    | Uzbekistan                                                               | Qual. Mondiali 2010                                                      | -                                                                        | 82’                                                                      |
| 10-6-2009                                                                | Sydney                                                                   | Australia                                                                | 2 – 0                                                                    | Bahrein                                                                  | Qual. Mondiali 2010                                                      | -                                                                        | 34’ 63’                                                                  |
| 12-8-2009                                                                | Limerick                                                                 | Irlanda                                                                  | 0 – 3                                                                    | Australia                                                                | Amichevole                                                               | -                                                                        | 88’                                                                      |
| 10-10-2009                                                               | Sydney                                                                   | Australia                                                                | 0 – 0                                                                    | Paesi Bassi                                                              | Amichevole                                                               | -                                                                        | 71’                                                                      |
| 14-10-2009                                                               | Melbourne                                                                | Australia                                                                | 1 – 0                                                                    | Oman                                                                     | Qual. Coppa d'Asia 2011                                                  | -                                                                        | 89’                                                                      |
| 6-1-2010                                                                 | Kuwait City                                                              | Kuwait                                                                   | 2 – 2                                                                    | Australia                                                                | Qual. Coppa d'Asia 2011                                                  | -                                                                        |                                                                          |
| 24-5-2010                                                                | Melbourne                                                                | Australia                                                                | 2 – 1                                                                    | Nuova Zelanda                                                            | Amichevole                                                               | -                                                                        | 46’                                                                      |
| 1-6-2010                                                                 | Roodepoort                                                               | Australia                                                                | 1 – 0                                                                    | Danimarca                                                                | Amichevole                                                               | -                                                                        | 63’                                                                      |
| 13-6-2010                                                                | Durban                                                                   | Germania                                                                 | 4 – 0                                                                    | Australia                                                                | Mondiali 2010 - 1º turno                                                 | -                                                                        | 74’                                                                      |
| 11-8-2010                                                                | Lubiana                                                                  | Slovenia                                                                 | 2 – 0                                                                    | Australia                                                                | Amichevole                                                               | -                                                                        | 88’                                                                      |
| 3-9-2010                                                                 | San Gallo                                                                | Svizzera                                                                 | 0 – 0                                                                    | Australia                                                                | Amichevole                                                               | -                                                                        | 82’                                                                      |
| 7-9-2010                                                                 | Cracovia                                                                 | Polonia                                                                  | 1 – 2                                                                    | Australia                                                                | Amichevole                                                               | -                                                                        |                                                                          |
| 9-10-2010                                                                | Sydney                                                                   | Australia                                                                | 1 – 0                                                                    | Paraguay                                                                 | Amichevole                                                               | -                                                                        |                                                                          |
| 17-11-2010                                                               | Il Cairo                                                                 | Egitto                                                                   | 3 – 0                                                                    | Australia                                                                | Amichevole                                                               | -                                                                        |                                                                          |
| 5-1-2011                                                                 | Al Ain                                                                   | Emirati Arabi Uniti                                                      | 0 – 0                                                                    | Australia                                                                | Amichevole                                                               | -                                                                        | 58’                                                                      |
| 10-1-2011                                                                | Doha                                                                     | India                                                                    | 0 – 4                                                                    | Australia                                                                | Coppa d'Asia 2011 - 1º turno                                             | -                                                                        | 62’                                                                      |
| 14-1-2011                                                                | Doha                                                                     | Australia                                                                | 1 – 1                                                                    | Corea del Sud                                                            | Coppa d'Asia 2011 - 1º turno                                             | 1                                                                        |                                                                          |
| 18-1-2011                                                                | Doha                                                                     | Australia                                                                | 1 – 0                                                                    | Bahrein                                                                  | Coppa d'Asia 2011 - 1º turno                                             | 1                                                                        |                                                                          |
| 22-1-2011                                                                | Doha                                                                     | Australia                                                                | 1 – 0 dts                                                                | Iraq                                                                     | Coppa d'Asia 2011 - Quarti                                               | -                                                                        | 68’                                                                      |
| 25-1-2011                                                                | Doha                                                                     | Uzbekistan                                                               | 0 – 6                                                                    | Australia                                                                | Coppa d'Asia 2011 - Semifinale                                           | -                                                                        |                                                                          |
| 29-1-2011                                                                | Doha                                                                     | Australia                                                                | 0 – 1 dts                                                                | Giappone                                                                 | Coppa d'Asia 2011 - Finale                                               | -                                                                        | 2º posto                                                                 |
| 29-3-2011                                                                | Mönchengladbach                                                          | Germania                                                                 | 1 – 2                                                                    | Australia                                                                | Amichevole                                                               | -                                                                        | 18’                                                                      |
| 7-6-2011                                                                 | Melbourne                                                                | Australia                                                                | 0 – 0                                                                    | Serbia                                                                   | Amichevole                                                               | -                                                                        | 25’                                                                      |
| 10-8-2011                                                                | Cardiff                                                                  | Galles                                                                   | 1 – 2                                                                    | Australia                                                                | Amichevole                                                               | -                                                                        | 90’                                                                      |
| 6-9-2011                                                                 | Dammam                                                                   | Arabia Saudita                                                           | 1 – 3                                                                    | Australia                                                                | Qual. Mondiali 2014                                                      | -                                                                        |                                                                          |
| 8-10-2011                                                                | Canberra                                                                 | Australia                                                                | 5 – 0                                                                    | Malaysia                                                                 | Amichevole                                                               | -                                                                        | 68’                                                                      |
| 11-10-2011                                                               | Sydney                                                                   | Australia                                                                | 3 – 0                                                                    | Oman                                                                     | Qual. Mondiali 2014                                                      | 1                                                                        |                                                                          |
| 11-11-2011                                                               | Mascate                                                                  | Oman                                                                     | 1 – 0                                                                    | Australia                                                                | Qual. Mondiali 2014                                                      | -                                                                        |                                                                          |
| 15-11-2011                                                               | Bangkok                                                                  | Thailandia                                                               | 0 – 1                                                                    | Australia                                                                | Qual. Mondiali 2014                                                      | -                                                                        | 74’                                                                      |
| 2-6-2012                                                                 | Copenaghen                                                               | Danimarca                                                                | 2 – 0                                                                    | Australia                                                                | Amichevole                                                               | -                                                                        | 66’                                                                      |
| 15-8-2012                                                                | Edimburgo                                                                | Scozia                                                                   | 3 – 1                                                                    | Australia                                                                | Amichevole                                                               | -                                                                        | 46’                                                                      |
| 6-9-2012                                                                 | Beirut                                                                   | Libano                                                                   | 0 – 3                                                                    | Australia                                                                | Amichevole                                                               | -                                                                        | 46’                                                                      |
| 11-9-2012                                                                | Amman                                                                    | Giordania                                                                | 2 – 1                                                                    | Australia                                                                | Qual. Mondiali 2014                                                      | -                                                                        | 46’                                                                      |
| 16-10-2012                                                               | Baghdad                                                                  | Iraq                                                                     | 1 – 2                                                                    | Australia                                                                | Qual. Mondiali 2014                                                      | -                                                                        |                                                                          |
| 26-3-2013                                                                | Adelaide                                                                 | Australia                                                                | 2 – 2                                                                    | Oman                                                                     | Qual. Mondiali 2014                                                      | -                                                                        |                                                                          |
| 7-9-2013                                                                 | Brasilia                                                                 | Brasile                                                                  | 6 – 0                                                                    | Australia                                                                | Amichevole                                                               | -                                                                        | 64’                                                                      |
| 11-10-2013                                                               | Saint-Denis                                                              | Francia                                                                  | 6 – 0                                                                    | Australia                                                                | Amichevole                                                               | -                                                                        |                                                                          |
| 15-10-2013                                                               | Londra                                                                   | Canada                                                                   | 0 – 3                                                                    | Australia                                                                | Amichevole                                                               | -                                                                        | 84’                                                                      |
| 19-11-2013                                                               | Adelaide                                                                 | Australia                                                                | 1 – 0                                                                    | Costa Rica                                                               | Amichevole                                                               | -                                                                        |                                                                          |
| 5-3-2014                                                                 | Londra                                                                   | Australia                                                                | 3 – 4                                                                    | Ecuador                                                                  | Amichevole                                                               | 1                                                                        | cap.                                                                     |
| 7-6-2014                                                                 | Salvador                                                                 | Australia                                                                | 0 – 1                                                                    | Croazia                                                                  | Amichevole                                                               | -                                                                        | cap. 74’                                                                 |
| 14-6-2014                                                                | Cuiabá                                                                   | Cile                                                                     | 3 – 1                                                                    | Australia                                                                | Mondiali 2014 - 1º turno                                                 | -                                                                        | cap. 58’                                                                 |
| 18-6-2014                                                                | Porto Alegre                                                             | Australia                                                                | 2 – 3                                                                    | Paesi Bassi                                                              | Mondiali 2014 - 1º turno                                                 | 1                                                                        | cap.                                                                     |
| 23-6-2014                                                                | Curitiba                                                                 | Australia                                                                | 0 – 3                                                                    | Spagna                                                                   | Mondiali 2014 - 1º turno                                                 | -                                                                        | cap. 90’                                                                 |
| 4-9-2014                                                                 | Liegi                                                                    | Belgio                                                                   | 2 – 0                                                                    | Australia                                                                | Amichevole                                                               | -                                                                        | cap.                                                                     |
| 8-9-2014                                                                 | Londra                                                                   | Arabia Saudita                                                           | 2 – 3                                                                    | Australia                                                                | Amichevole                                                               | 1                                                                        | 59’                                                                      |
| 10-10-2014                                                               | Abu Dhabi                                                                | Emirati Arabi Uniti                                                      | 0 – 0                                                                    | Australia                                                                | Amichevole                                                               | -                                                                        | cap.                                                                     |
| 14-10-2014                                                               | Doha                                                                     | Qatar                                                                    | 1 – 0                                                                    | Australia                                                                | Amichevole                                                               | -                                                                        | cap. 63’                                                                 |
| 18-11-2014                                                               | Osaka                                                                    | Giappone                                                                 | 2 – 1                                                                    | Australia                                                                | Amichevole                                                               | -                                                                        | cap. 45’                                                                 |
| 9-1-2015                                                                 | Melbourne                                                                | Australia                                                                | 4 – 1                                                                    | Kuwait                                                                   | Coppa d'Asia 2015 - 1º turno                                             | 1                                                                        | cap.                                                                     |
| 22-1-2015                                                                | Brisbane                                                                 | Cina                                                                     | 0 – 2                                                                    | Australia                                                                | Coppa d'Asia 2015 - Quarti                                               | -                                                                        | cap. 20’                                                                 |
| 27-1-2015                                                                | Newcastle                                                                | Australia                                                                | 2 – 0                                                                    | Emirati Arabi Uniti                                                      | Coppa d'Asia 2015 - Semifinale                                           | -                                                                        | cap. 64’                                                                 |
| 31-1-2015                                                                | Adelaide                                                                 | Corea del Sud                                                            | 1 – 2 dts                                                                | Australia                                                                | Coppa d'Asia 2015 - Finale                                               | -                                                                        | 1º posto · cap. 66’                                                      |
| 25-3-2015                                                                | Kaiserslautern                                                           | Germania                                                                 | 2 – 2                                                                    | Australia                                                                | Amichevole                                                               | 1                                                                        | cap.                                                                     |
| 30-3-2015                                                                | Skopje                                                                   | Macedonia                                                                | 0 – 0                                                                    | Australia                                                                | Amichevole                                                               | -                                                                        | 44’ 72’                                                                  |
| 16-6-2015                                                                | Biškek                                                                   | Kirghizistan                                                             | 1 – 2                                                                    | Australia                                                                | Qual. Mondiali 2018                                                      | 1                                                                        | cap.                                                                     |
| 12-11-2015                                                               | Canberra                                                                 | Australia                                                                | 3 – 0                                                                    | Kirghizistan                                                             | Qual. Mondiali 2018                                                      | 1                                                                        | cap. 61’                                                                 |
| 17-11-2015                                                               | Dacca                                                                    | Bangladesh                                                               | 0 – 4                                                                    | Australia                                                                | Qual. Mondiali 2018                                                      | 1                                                                        | cap.                                                                     |
| 24-3-2016                                                                | Adelaide                                                                 | Australia                                                                | 7 – 0                                                                    | Tagikistan                                                               | Qual. Mondiali 2018                                                      | 1                                                                        | cap. 46’                                                                 |
| 27-5-2016                                                                | Sunderland                                                               | Inghilterra                                                              | 2 – 1                                                                    | Australia                                                                | Amichevole                                                               | -                                                                        |                                                                          |
| 4-6-2016                                                                 | Sydney                                                                   | Australia                                                                | 1 – 0                                                                    | Grecia                                                                   | Amichevole                                                               | -                                                                        | cap.                                                                     |
| 1-9-2016                                                                 | Perth                                                                    | Australia                                                                | 2 – 0                                                                    | Iraq                                                                     | Qual. Mondiali 2018                                                      | -                                                                        |                                                                          |
| 6-10-2016                                                                | Riad                                                                     | Arabia Saudita                                                           | 2 – 2                                                                    | Australia                                                                | Qual. Mondiali 2018                                                      | -                                                                        | 22’                                                                      |
| 11-10-2016                                                               | Melbourne                                                                | Australia                                                                | 1 – 1                                                                    | Giappone                                                                 | Qual. Mondiali 2018                                                      | 1                                                                        | cap.                                                                     |
| 15-11-2016                                                               | Bangkok                                                                  | Thailandia                                                               | 2 – 2                                                                    | Australia                                                                | Qual. Mondiali 2018                                                      | 2                                                                        | cap.                                                                     |
| 23-3-2017                                                                | Baghdad                                                                  | Iraq                                                                     | 1 – 1                                                                    | Australia                                                                | Qual. Mondiali 2018                                                      | -                                                                        | cap.                                                                     |
| 28-3-2017                                                                | Sydney                                                                   | Australia                                                                | 2 – 0                                                                    | Emirati Arabi Uniti                                                      | Qual. Mondiali 2018                                                      | -                                                                        | cap. 89’                                                                 |
| 8-6-2017                                                                 | Sydney                                                                   | Australia                                                                | 3 – 2                                                                    | Arabia Saudita                                                           | Qual. Mondiali 2018                                                      | -                                                                        | cap.                                                                     |
| 10-11-2017                                                               | San Pedro Sula                                                           | Honduras                                                                 | 0 – 0                                                                    | Australia                                                                | Qual. Mondiali 2018                                                      | -                                                                        | cap.                                                                     |
| 15-11-2017                                                               | Sydney                                                                   | Australia                                                                | 3 – 1                                                                    | Honduras                                                                 | Qual. Mondiali 2018                                                      | 3                                                                        | cap.                                                                     |
| 23-3-2018                                                                | Oslo                                                                     | Norvegia                                                                 | 4 – 1                                                                    | Australia                                                                | Amichevole                                                               | -                                                                        | cap. 61’                                                                 |
| 27-3-2018                                                                | Londra                                                                   | Colombia                                                                 | 0 – 0                                                                    | Australia                                                                | Amichevole                                                               | -                                                                        | cap.                                                                     |
| 9-6-2018                                                                 | Budapest                                                                 | Ungheria                                                                 | 1 – 2                                                                    | Australia                                                                | Amichevole                                                               | -                                                                        | 46’ 76’                                                                  |
| 16-6-2018                                                                | Kazan'                                                                   | Francia                                                                  | 2 – 1                                                                    | Australia                                                                | Mondiali 2018 - 1º turno                                                 | 1                                                                        | cap.                                                                     |
| 21-6-2018                                                                | Samara                                                                   | Danimarca                                                                | 1 – 1                                                                    | Australia                                                                | Mondiali 2018 - 1º turno                                                 | 1                                                                        | cap.                                                                     |
| 26-6-2018                                                                | Soči                                                                     | Australia                                                                | 0 – 2                                                                    | Perù                                                                     | Mondiali 2018 - 1º turno                                                 | -                                                                        | cap. 10’                                                                 |
| Totale                                                                   |                                                                          | Presenze                                                                 | 79                                                                       |                                                                          | Reti (7º posto)                                                          | 20                                                                       |                                                                          |

## Palmarès

### Nazionale
- Coppa d'Asia: 1

2015

### Individuale
- Giocatore internazionale asiatico dell'anno: 1

2014